# Драјден (Мичиген)
Драјден (енгл. Dryden) град је у америчкој савезној држави Мичиген.

## Демографија
По попису из 2010. године број становника је 951, што је 136 (16,7%) становника више него 2000. године.
| Група             | 2000.       | 2010.       |
| Белци             | 789 (96,8%) | 931 (97,9%) |
| Афроамериканци    | 0 (0,0%)    | 0 (0,0%)    |
| Азијати           | 2 (0,2%)    | 2 (0,2%)    |
| Хиспаноамериканци | 10 (1,2%)   | 10 (1,1%)   |
| Укупно            | 815         | 951         |